# Kappa

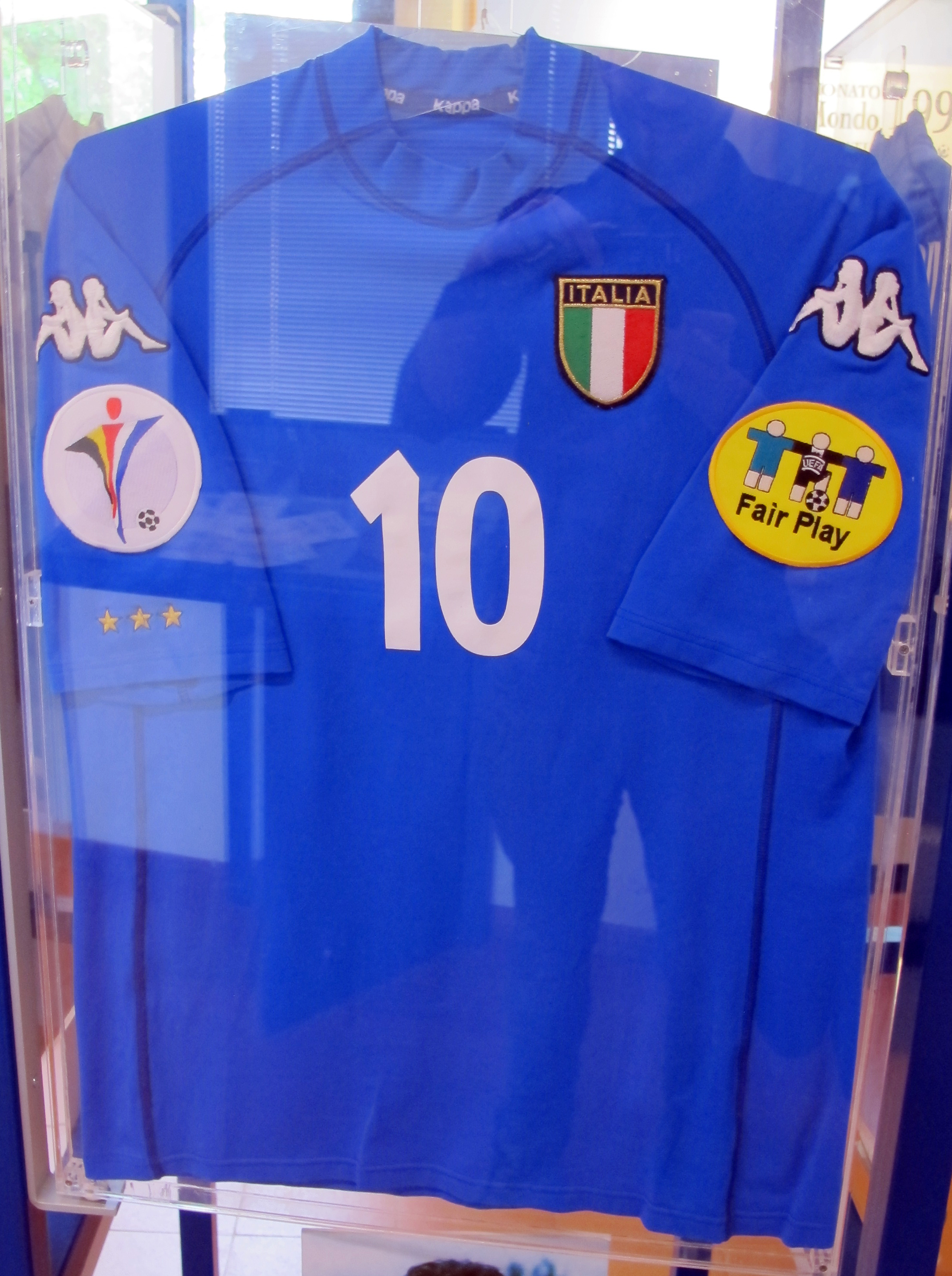
サッカーのユニフォーム

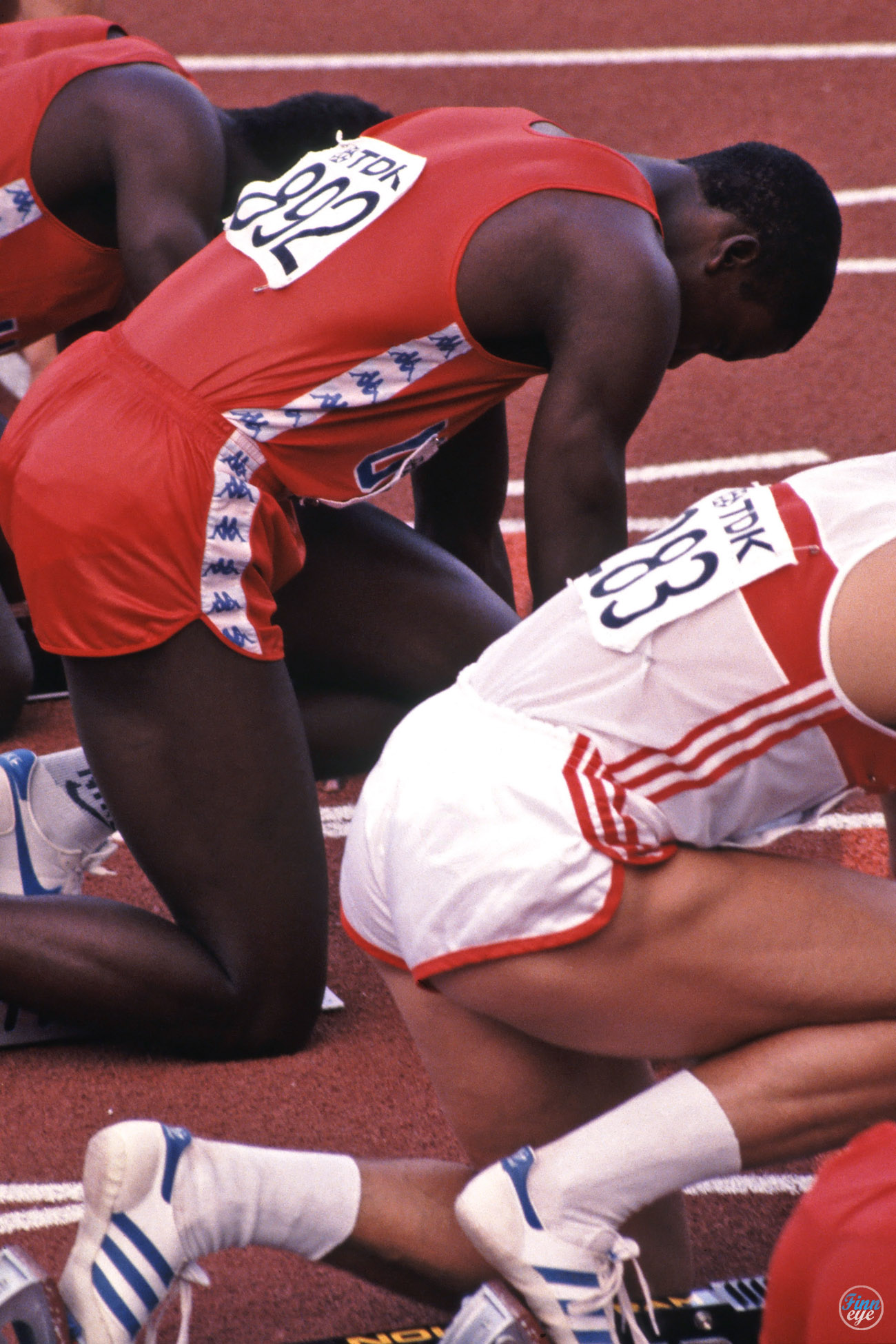
Kappaは1984年ロス五輪のアメリカ合衆国陸上チームのユニフォームを手がけた。

Kappa（カッパ）は、イタリアのスポーツ用品専門のブランドである。

## 概要
1916年、Kappaを生み出すことになるMaglificio Calzificio Torinese(MCT)社の前身であるSocieta Anonima Calzificio Torinese(SACT)社がイタリア、トリノで設立された。その後、Kappaブランドは1967年に生まれ、1970年代から本格的に展開を始める。
ブランド名は、ギリシャ文字のΚ（カッパ）から。ロゴの背中合わせの男と女のモチーフは「OMINI(オミニ)」と呼ばれる。OMINIはアダムとイヴを意味しているという説があるが実際はその意味はなく、ブランドの黎明期に水着のモデル撮影でたまたま撮影された男女の写真を元にデザインされた。
日本では1983年に株式会社フェニックスがMCT社と技術提携し、Kappaブランドのアスレチックウェアを発売していた。
Jリーグでは2006年にコンサドーレ札幌（現・北海道コンサドーレ札幌）、2007年にジェフユナイテッド市原・千葉とユニフォームサプライヤーとして契約。「カッパ・バンダ」と呼ばれるオミニ・ロゴを反復したテープデザインや、「ビッグオミニ」と呼ばれる、両肩に大きく施されたロゴがデザイン上の特徴である。
また、2005年には札幌に初めて直営ショップをOPENさせた。その後は、東京にも直営店をOPENさせている（2014年8月閉店）。海外のサッカークラブとも契約しており、セリエA、ブンデスリーガ、リーガ・エスパニョーラやロシア・プレミアリーグなどにもKappaのユニフォームを着用しているクラブがある。
シューズに関しては日本でムーンスターがライセンス販売をしている（2018年12月終了）。
2020年（令和2年）7月31日 日本国内のKappaブランドを保有する株式会社フェニックスの親会社 中国動向集団有限公司がKappaブランド発祥の国イタリアのKappaブランドを保有するBasicNet S.p.Aへ日本国内のブランドの権利を全てを売却。
2021年（令和3年）株式会社フェニックスの事業終了に伴い、志風音がイタリアのBasicNet S.p.Aとライフスタイル、スポーツ(アスレ・ゴルフ・ワーク)、鞄、雑貨分野での契約を締結。グローバルラインとドメスティックラインのコレクションに加え、各大手スポーツリテーラーなどの別注アイテムも手掛ける。

## トピック
Kappa社の「2人の人間のマーク」は、あみんの「2人の人間のマーク」と酷似している。